# Nenad Zimonjić
Nenad Zimonjić (født 4. juni 1976 i Beograd) er en professionel serbisk tennisspiller.

## Grand Slam-titler
- Australian Open:
  - Mixeddouble 2004 (sammen med Elena Bovina)
  - Mixeddouble 2008 (sammen med Sun Tiantian)
- French Open:
  - Mixeddouble 2006 (sammen med Katarina Srebotnik)
  - Mixeddouble 2010 (sammen med Katarina Srebotnik)
  - Double herrer 2010 (sammen med Daniel Nestor)
- Wimbledon:
  - Double herrer 2008 (sammen med Daniel Nestor)
  - Double herrer 2009 (sammen med Daniel Nestor)
  - Mixeddouble 2014 (sammen med Samantha Stosur)